# Apyrgota scioida
Apyrgota scioida är en tvåvingeart som först beskrevs av Friedrich Georg Hendel 1908.  Apyrgota scioida ingår i släktet Apyrgota och familjen Pyrgotidae.
Artens utbredningsområde är Moluckerna. Inga underarter finns listade i Catalogue of Life.